# Humphry Davy
Pour les articles homonymes, voir Davy.
 (mai 2018).
Humphry Davy (17 décembre 1778 à Penzance, Cornouailles, Angleterre - 29 mai 1829 à Genève), 1er baronnet, est un physicien et chimiste britannique.
En 1807 et 1808, il isole le sodium, le potassium, le baryum, le strontium, le calcium et le magnésium grâce à l'électrolyse. Il est également l'inventeur de la lampe de sûreté à toile métallique pour les mineurs, dite lampe Davy, pour la prévention des explosions dues au grisou.

## Biographie

### Famille
Davy naquit à Penzance en Cornouailles le 17 décembre 1778. Le registre de l'église paroissiale de Madron note : « Humphry Davy, fils de Robert Davy, baptisé à Penzance le 22 janvier 1779 ». Robert Davy était un sculpteur sur bois à Penzance et exerçait son art pour le plaisir plus que pour le profit. Issu d'une vieille famille (des monuments à ses ancêtres dans l'église de Ludgvan remontent jusqu'à 1635), il devint possesseur d'un modeste patrimoine. Sa femme, Grace Millet, appartenait à une famille riche et ancienne, mais qui avait subi des revers de fortune. Les parents de cette dernière moururent à quelques heures d'intervalle d'une mauvaise fièvre, et Grace et ses deux sœurs furent adoptées par John Tonkin, un éminent chirurgien de Penzance. Robert Davy et sa femme furent les parents de cinq enfants, deux garçons, Humphry, l'aîné, et Jean, ainsi que de trois filles.

### Jeunesse
Pendant l'enfance de Davy, la famille quitta Penzance pour Varfell, un hameau de la commune de Ludgvan. Le jeune garçon passa son temps en partie avec ses parents et en partie avec Tonkin, qui le plaça dans une école préparatoire tenue par un certain Mr. Bushell, mais ce dernier fut si vivement frappé par les progrès du jeune garçon qu'il persuada son père de l'envoyer dans une école d'un niveau plus élevé. Encore jeune, Davy fut inscrit au lycée de Penzance, confié alors au révérend J. C. Coryton. De nombreuses anecdotes montrent que Davy était un garçon précoce, doué d'une mémoire remarquable et singulièrement rapide pour acquérir des connaissances dans les livres. Il fut en particulier attiré par The Pilgrim's Progress (Le Voyage du pèlerin) et se plut à en lire l'histoire. Il avait à peine huit ans qu'il réunissait autour de lui sur la place du Marché de jeunes garçons et, debout sur un chariot, leur parlait de la dernière lecture qu'il avait faite. Le folklore de cette région éloignée lui plaisait tant qu'il devint, comme il le dit lui-même, un « conteur d'histoires ». « Les applaudissements de mes camarades me récompensaient des punitions que me valait ma paresse. » De telles circonstances développèrent chez lui le goût de la poésie.
Dans le même temps, se développa chez lui le goût des sciences expérimentales. Il le devait principalement à un membre de la Société des amis nommé Robert Dunkin, sellier, homme à l'esprit original et s'intéressant aux choses les plus variées. Pour lui-même, Dunkin avait construit une machine électrique, des piles voltaïques et des bouteilles de Leyde, et fabriqué des modèles pour illustrer les principes de la mécanique. À l'aide de ces appareils, il enseigna à Davy les rudiments de la science. En tant que professeur à la Royal Institution, Davy répéta de nombreuses expériences ingénieuses que son maître quaker lui avait apprises. Quittant l'école de Penzance, Davy alla en 1793 à Truro et termina ses études sous la férule du Rev. Dr Cardew, qui écrivit, dans une lettre à Davies Gilbert : « Je n'étais pas capable de discerner les facultés par lesquelles il devait ensuite se distinguer tellement. » Davy dit lui-même : « Je considère comme une chance pour moi qu'on m'ait laissé beaucoup à moi-même quand j'étais enfant, et qu'on ne m'ait imposé aucun plan d'études particulier... Ce que je suis, je le suis devenu par moi-même. »

### Apprenti et poète
Après la mort du père de Davy, en 1794, Tonkin fit entrer le jeune garçon en apprentissage chez John Bingham Borlase, un chirurgien de Penzance qui avait une vaste clientèle. Le contrat d'apprentissage est daté le 10 février 1795. C'est dans l'officine du pharmacien que Davy devint chimiste et une mansarde dans la maison de Tonkin abrita ses premières opérations chimiques. Les amis de Davy répétaient souvent : « ce jeune Humphry est incorrigible. Il va nous faire tous voler en l'air » et sa sœur aînée se plaignait des dégâts que des substances corrosives faisaient sur ses robes.
On a raconté beaucoup sur Davy en tant que poète et John Ayrton Paris dit que ses vers « portent la marque d'un génie supérieur ». La première œuvre qui ait été conservée, « Les Fils de Génie », porte la date de 1795. Les poèmes produits dans les années qui suivirent, surtout « On the Mount's Bay » et « St. Michael's Mount », sont des vers descriptifs agréables, qui montrent de la sensibilité, mais aucune véritable imagination poétique. Davy abandonna bien vite la poésie pour la science. À l'âge de 17 ans, en même temps qu'il écrivait des vers en l'honneur de son premier amour, il discutait avec son ami quaker sur le problème de la matérialité de la chaleur. Il lui arriva de conduire Dunkin à la rivière Larigan pour lui montrer que le frottement de deux plaques de glace dégageait par son mouvement une énergie suffisante pour les faire fondre mais que, si on arrêtait le mouvement, les morceaux regelaient et se réunissaient à nouveau. C'était, sous une forme rudimentaire, l'amorce d'une expérience analogue que Davy devait plus tard réaliser dans la salle de conférence de la Royal Institution et qui suscita une attention considérable.

### Premiers intérêts pour la science
Ayant vu par hasard à Penzance le jeune Davy se balancer négligemment à une demi-porte de la maison du Dr Borlase, Davies Giddy parla avec lui et, intéressé par sa conversation, lui proposa d'utiliser sa bibliothèque et l'invita chez lui à Tredrea. Cela lui permit d'être présenté au Dr Edwards, qui résidait alors à Hayle Copper House, et faisait également des conférences sur la chimie à l'école du St. Bartholomew's Hospital. Ce dernier autorisa Davy à utiliser l'appareil de son laboratoire, et il semble qu'il ait attiré son attention sur les écluses du port de Hayle qui se dégradaient rapidement en raison du contact du cuivre et du fer sous l'influence de l'eau de mer. On ne connaissait pas encore la galvanisation, mais le phénomène prépara l'esprit de Davy par la suite pour ses expériences sur le revêtement en cuivre des navires. Gregory Watt, le fils de James Watt, qui séjournait à Penzance pour des raisons de santé et logeait chez Mrs. Davy, devint l'ami de son fils et lui donna des cours de chimie. Davy fit également une connaissance utile, celle des Wedgwood, qui passèrent un hiver à Penzance.
Le Dr Thomas Beddoes et le professeur Hailstone étaient en pleine discussion géologique sur les mérites des deux hypothèses rivales du plutonisme et du neptunisme. Ensemble ils firent un voyage pour examiner la côte de Cornouailles en compagnie de Davies Gilbert, et c'est ainsi qu'ils firent la connaissance de Davy. Beddoes, qui avait récemment mis en place à Bristol une « Institution Pneumatique », avait besoin d'un assistant pour diriger le laboratoire. Gilbert recommanda Davy pour le poste et, en 1798, Gregory Watt montra à Beddoes « les recherches du jeune homme sur la chaleur et la lumière » qu'il publia par la suite dans le premier volume de West-Country Contributions. Il y eut de longues discussions menées surtout par Gilbert. Mrs. Davy et Borlase consentirent au départ de Davy, mais Tonkin aurait souhaité l'installer dans sa ville natale comme chirurgien, il changea d'intention cependant quand il eut constaté que Davy souhaitait accompagner le Dr Beddoes.

### La «Pneumatic Institution»
Le 2 octobre 1798, Davy rejoignit la Pneumatic Institution de Bristol, créée dans le but d'étudier les vertus médicales des gaz comprimés ou créés artificiellement : c'est à lui que fut confiée la supervision des diverses expériences. L'accord conclu entre le Dr Beddoes et Davy était fort généreux, au point que Davy fut en mesure d'abandonner en faveur de sa mère toute prétention sur son héritage paternel. Il n'avait pas l'intention de renoncer à devenir médecin, et était encore résolu à faire ses études et à prendre ses grades à Édimbourg. Il se lança énergiquement dans les travaux de laboratoire et commença une longue amitié avec Mrs. Anna Beddoes qui lui servait de guide pour ses randonnées et lui signalait ce qu'il y avait d'intéressant dans la localité. Pendant son séjour à Bristol, Davy fit la connaissance du comte de Durham, qui pour des raisons de santé était devenu un membre résident de la Pneumatic Institution, ainsi que de Samuel Taylor Coleridge et de Robert Southey. En décembre 1799 Davy se rendit à Londres pour la première fois, et y étendit notablement son cercle de relations.
La même année fut publié le premier volume de la West-Country Collections. La moitié du volume se composait d'essais de Davy : « On Heat, Light, and the Combinations of Light », « On Phos-oxygen and its Combinations », et « Theory of Respiration ». Le 22 février 1799 Davy déclara dans une lettre à Davies Gilbert : «Je suis maintenant aussi convaincu de l'inanité de la théorie du calorique que je le suis de l'existence de la lumière. » Dans une autre lettre du 10 avril, il lui écrivait : « Hier, j'ai fait une découverte qui prouve combien il est nécessaire de répéter les expériences. L'oxyde d'azote gazeux (le gaz hilarant) est parfaitement respirable lorsqu'il est pur. Il n'est jamais nocif, alors qu'il s'agit d'un gaz azoté. J'ai trouvé un moyen de le rendre pur ». Il ajouta alors qu'il en avait respiré seize quarts pendant près de sept minutes, et « il m'a complètement enivré ». Au cours de cette année Davy publia ses Researches, Chemical and Philosophical, chiefly concerning Nitrous Oxide and its Respiration. Des années plus tard Davy regrettait d'avoir un jour publié ces hypothèses prématurées, qu'il qualifia lui-même par la suite de « rêves de génie mal employé que la lumière de l'expérience et de l'observation n'a jamais conduit à la vérité ».
D'abord placé chez un pharmacien, il fit, de bonne heure, quelques découvertes, fut appelé à Londres où il donna avec succès des leçons de chimie à l'institution royale créée par Rumford, et fut ensuite chargé d'enseigner l'application de la chimie à l'agriculture. Il devint en 1803 membre de la Société royale de Londres, et en 1820 président de cette société.
À partir de 1810, il effectua de nombreuses conférences expérimentant l'action physiologique de certains gaz, notamment le gaz hilarant. À la suite d'un accident le blessant à l'œil gauche, il embaucha le jeune Michael Faraday comme assistant, avec qui il effectua de nombreux voyages scientifiques.
La Royal Society lui décerna la médaille Copley en 1805, puis la Médaille Rumford en 1816. Il fut lauréat en 1827 de la Royal Medal. La Médaille Davy, créée par la Royal Society en 1877, fut ainsi nommée en son honneur.
Il fut fait chevalier le 9 avril 1812.
On lui doit plusieurs découvertes importantes, entre autres celles des propriétés euphorisantes du protoxyde d'azote (ou « gaz hilarant ») synthétisé par Joseph Priestley, de la vraie nature du chlore, qu'on regardait à tort comme un composé, de la formation des acides sans oxygène, enfin celle de la décomposition des terres par la pile galvanique : c'est à l'aide de ce nouveau et si puissant moyen d'analyse électrochimique qu'il put isoler le potassium, le sodium, le calcium, le magnésium.
On lui doit aussi les premières expérimentations sur l'éclairage électrique mises au point en 1808 dans les sous-sols de la Royal Institution où il a fabriqué une pile électrique géante composée de plus de 800 piles voltaïques reliées à deux bâtonnets de charbon de bois. En rapprochant les bâtonnets, le flux continu de charges électriques provoque un arc électrique à l'origine d'une étincelle continue et aveuglante.
Humphry Davy est également l'un des pères du télégraphe électrique. Il expérimenta en effet le courant électrique pour marquer des caractères sur du papier imbibé d'une solution électrosensible.

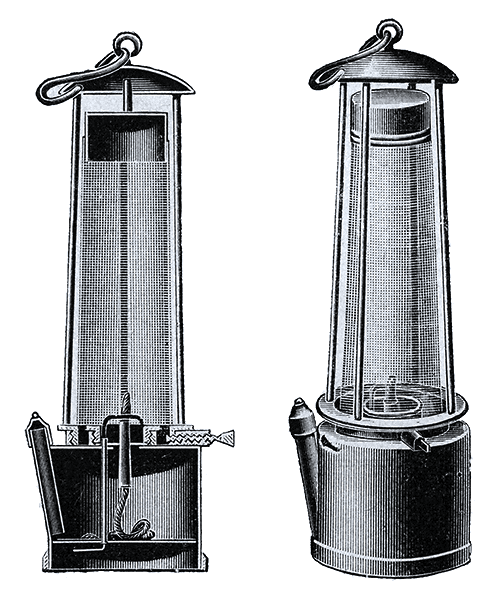
La lampe de sûreté, nommée en son nom, dite lampe Davy

On lui doit aussi des recherches sur l'emploi comme force mécanique des gaz amenés à l'état liquide, sur le doublage des vaisseaux, et enfin l'invention d'une lampe de sûreté pour les mineurs (1817).
On a de lui des mémoires sur des sujets scientifiques :
- des Éléments de philosophie chimique, 1812 (traduits par Jean-Baptiste Van Mons, 1813) ;
- des Éléments de chimie agricole, 1813 (important ouvrage concernant les applications de la chimie à l'agriculture, intitulé Elements of agricultural chemistry in a course of lectures for the board of agriculture in-4°, 10 planches hors-texte, traduit en français par A.Bulos, Paris, Ladrange, 1819 sous le titre de Éléments de chimie agricole en un cours de leçons pour le Comité d'Agriculture. Traduit de l'anglais, avec un traité sur l'art de fabriquer le vin et de distiller les eaux-de-vie par A. Bulos. Ce traité est le plus important ouvrage paru sur la chimie agricole avant le travail de Jean-Antoine Chaptal. Première édition française en 1819, une seconde traduction paraîtra en 1825 ;
- un traité de la pêche à la ligne, intitulé Salmonia issu de son goût pour les voyages de pêche en France et en Italie.

Son frère, John Davy, a publié en 1858 à Londres ses Opuscules.
L'Institut de France lui décerna un grand prix en 1807, au fort de la guerre, et le nomma en 1817 associé étranger. Georges Cuvier prononça son Éloge à l'Institut. En 1868, la rue Davy à Paris est nommée ainsi en hommage.

## Œuvres
- Consolations en voyage, ou les Derniers Jours d'un philosophe (traduit en français par Camille Flammarion)
- (it) Elementi di filosofia chimica, Pavie, eredi Pietro Galeazzi, 1816 (lire en ligne)
- (it) Historical view of the progress of chemistry, Pavie, eredi Pietro Galeazzi, 1816 (lire en ligne)
- Elements of agricultural chemistry in a course of lectures, vol. 1, Paris, Ladrange, 1819 (lire en ligne)
  - Elements of agricultural chemistry in a course of lectures, vol. 2, Paris, Ladrange, 1819 (lire en ligne)